# Daniel I.
Daniel I. († 9. srpna 1167 u Ancony, Itálie) byl 13. pražský biskup v letech 1148–1167, rádce a diplomat krále Vladislava II. a císaře Fridricha I. Barbarossy.

## Život

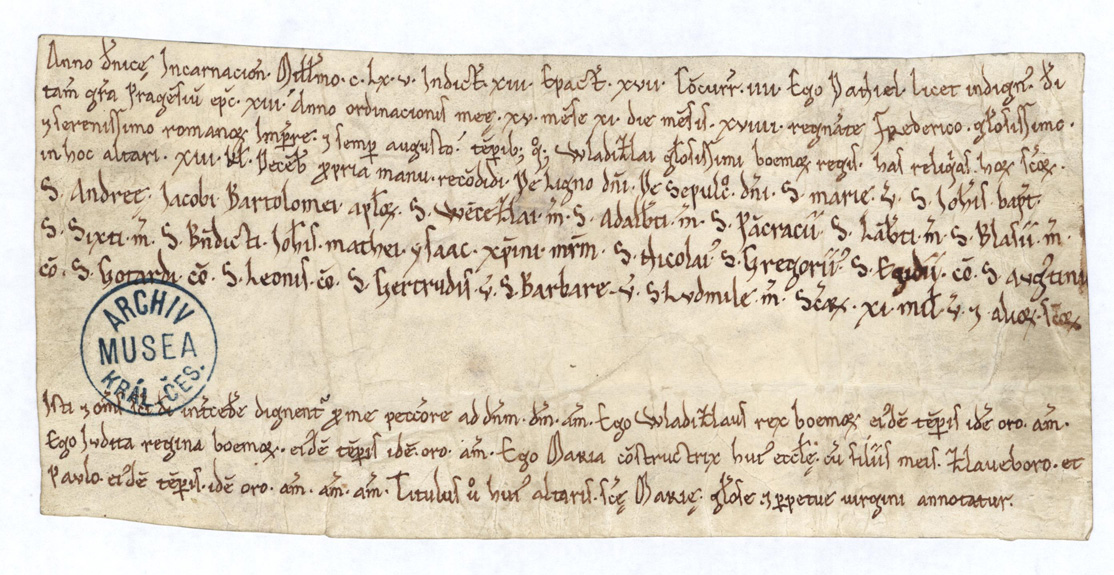
Autentika vydaná Danielem roku 1165

Narodil se jako syn kanovníka Magnuse a byl také nazván synovcem olomouckého biskupa Jindřicha Zdíka. První písemná zmínka o něm je z počátku 40. let 12. století za panování knížete Vladislava II. Vzdělání nabyl v Paříži, byl vynikající stylista a na svých nepřetržitých zahraničních cestách s vášní skupoval knihy, jež přivážel do Čech.
Roku 1145 se stal proboštem pražské kapituly. Na biskupa byl vysvěcen v roce 1148.
Ve svém biskupském úřadě prokázal knížeti Vladislavovi II. vynikající služby jako jeho "ministr zahraničí". Z jeho pověření se zúčastnil na přelomu čtyřicátých a padesátých let několika říšských sněmů, čímž si získal dobrý přehled o politické konstelaci v říši, ujednal Vladislavův sňatek s Juditou, dcerou durynského lankraběte Ludvíka Železného, a pak získal slib Fridricha Barbarossy, že Vladislavovi propůjčí královský titul za pomoc na válečné výpravě proti Milánu. Této výpravy se sám osobně zúčastnil v čele svého zbrojného lidu.
Roku 1157 jej Vladislav pověřil dojednáním sňatku svého syna Bedřicha s Alžbětou, dcerou uherského krále Gézy II.
Poté, co byl v Řezně 11. ledna 1158 Vladislav korunován českým králem, zůstal Daniel v Itálii v císařových službách, což jej přivedlo k zaujetí ghibellinského stanoviska, tj. k opuštění papeže Alexandra III. a k uznání vzdoropapežů Viktora IV. a Paschala III. Tak byl i český stát stržen do schizmatu s výjimkou premonstrátů a cisterciáků, kteří zůstali věrní Alexandrovi III.
Skutečnost, že biskup Daniel trávil většinu času mimo diecézi, přinášela nespokojenost a narušování pořádku v církvi v Čechách. Na druhou stranu jí prokázal značnou službu novou, poměrně radikální reorganizací pražské kapituly, resp. pověřením pražských kanovníků církevně organizačními úkoly jako arcijáhnů a rozdělením biskupství na jednotlivé děkanáty.
Daniel zemřel roku 1167 v Itálii u Ancony.
Byl také například u založení Sedleckého cisterciáckého kláštera v roce 1142.